# 施瓦嫩施塔特
施瓦嫩施塔特是奥地利上奥地利州弗克拉布鲁克县的一个市镇。总面积2.58平方公里，总人口4150人，人口密度1608.5人/平方公里（2011年）。

## 聞人
- 弗朗兹·苏斯迈尔，作曲家